# قانون الجنسية السعودية
قانون الجنسية السعودية، ويسمَّى رسميًّا نظام الجنسية العربية السعودية، هو نظام تم نشره عام 1374هـ، ويوافق عام 1954م. في عام 2019 أتاحت السعودية تجنيس الكفاءات من المتميزين والمبدعين في شتى المجالات التي تفيد البلاد بما يتماشى مع رؤية السعودية 2030.

## تعريف الجنسية السعودية

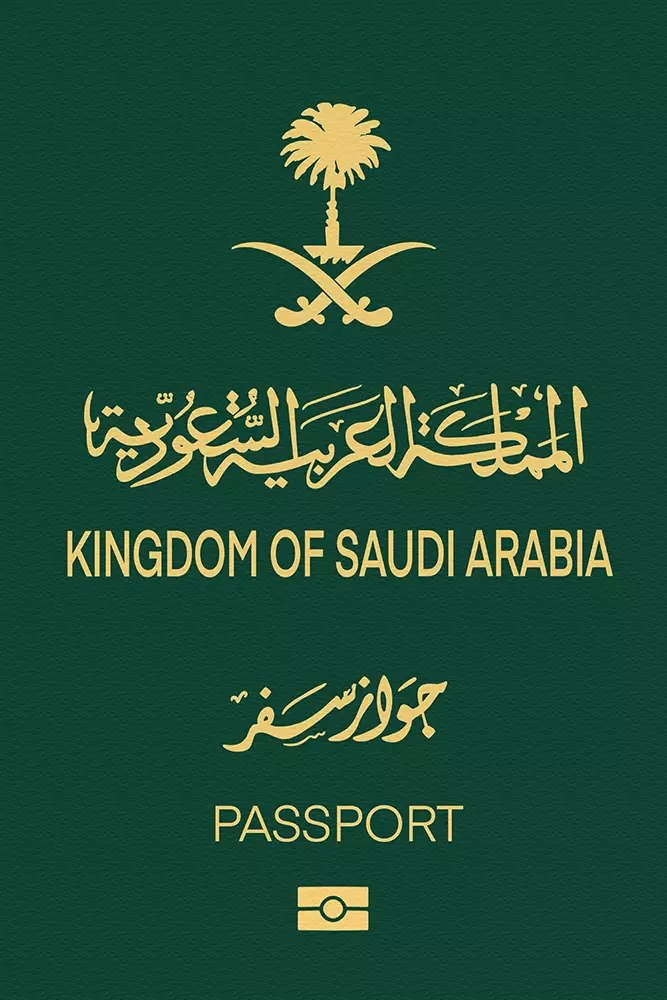
جواز سفر سعودي

بحسب نظام الجنسية العربية السعودية، فالسعوديون هم:
أ - من كانت تابعيته عثمانية عام 1332 هجرية الموافق 1914م من سكان أراضي المملكة العربية السعودية الأصليين.
ب - الرعايا العثمانيون المولودون في أراضي المملكة العربية السعودية والمقيمون فيها عام 1332_1914م الذين حافظوا على إقامتهم في تلك الأراضي إلى 22 / 3 / 1345 ولم يكتسبوا جنسية أجنبية قبل هذا التاريخ.
جـ - من كان من غير الرعايا العثمانيين مقيما في أراضي المملكة العربية السعودية عام 1332هـ 1914م وحافظ على إقامته فيها إلى 22 / 3 / 1345 ولم يكتسب جنسية أجنبية قبل هذا التاريخ.

## شروط تجنيس غير السعودي

### الشروط الأساسية[4]
1. أن يكون المتقدّم للجنسية دخل إلى الأراضي السعودية بطريقة مشروعة، وأن يحمل الشخص جواز سفر ساري من بلده الأصلي.
2. أن تمضي على إقامته بطريقة نظامية في السعودية 10 سنوات متتالية على الأقل.
3. أن يكون من أصحاب المهن التي تحتاجها السعودية.

### نظام النقاط[4]
1. يحصل المقيم لمدة 10 سنوات متتالية على 10 نقاط.
2. الشهادات العلمية:
  1. شهادة الدكتوراه في الطب أو الهندسة 13 نقطة.
  2. شهادة الدكتوراه في العلوم الأخرى 10 نقاط.
  3. شهادة الماجستير 8 نقاط.
  4. شهادة البكالوريوس 5 نقاط.
3. الروابط الأسرية للراغب بالحصول على الجنسيّة:
  1. تحسب 3 نقاط للشخص إذا كان الأب سعودي الجنسية.
  2. إذا كانت الزوجة ووالدها سعوديين فيحصل على نقطتين.
  3. إذا كانت الزوجة سعودية فيحصل على نقطة.
  4. إذا كان لديه أكثر من أخوين سعوديين فيحصل على نقطتين.
  5. إذا كان لديه أخ أو أخوين سعوديين فقط فيحصل على نقطة.

يجب أن يحصل الشخص على 23 نقطة كحد أدنى لتتم دراسة طلبه.

### قوانين عامة[1]
- تمنح الجنسية السعودية من قبل رئيس مجلس الوزراء السعودي بناء على اقتراح من وزير الداخلية السعودي.
- يمنع أن يتجنّس السعودي من جنسية أجنبية دون إذن مسبق من رئيس مجلس الوزراء السعودي.
- تمنح الجنسية السعودية لأي طفل مولود بالمملكة من أبوين مجهولين.[5]

## تجنيس الكفاءات
في عام 2019 أمر الملك سلمان بن عبد العزيز بفتح باب تجنيس الكفاءات من كل أنحاء العالم، بما في ذلك أيضًا المتميزون والمبدعون من أبناء القبائل النازحة في السعودية وأبناء السعوديات ومواليد السعودية ممن تتوفر فيهم الشروط، سواء في المجالات الشرعية والطبية والعلمية والثقافية والرياضية والتقنية، وغيرها من المجالات المفيدة التي تتواكب مع تحقيق رؤية السعودية 2030.